# Sessenheim
Sessenheim ist eine französische Gemeinde mit 2314 Einwohnern (Stand 1. Januar 2021) im Département Bas-Rhin in der Region Grand Est (bis 2015 Elsass), etwa 40 Kilometer nordöstlich von Straßburg gelegen. Der südlichste Teil der Straßensiedlung heißt Dengolsheim und wird von der Departementsstraße D 468 passiert.
Bekannt wurde der Ort vor allem durch Goethe und dessen Liebe zur Sessenheimer Pfarrerstochter Friederike Brion (Sesenheimer Lieder), wodurch die Gemeinde zum Pilgerort zahlreicher Goethe-Verehrer wurde.

## Name
Der Ort heißt auf Deutsch wie auf Französisch „Sessenheim“; die durch Goethe verbreitete Schreibweise „Sesenheim“ ist ebenfalls weit verbreitet.
Wegen der oben erwähnten Bekanntheit des Orts wird heute im Elsässischen meist die in Straßburg übliche Ortsbezeichnung Sähsene verwendet, obwohl die Einwohner selbst ihren Ort Sähsem nennen.

## Geschichte und Bevölkerungsentwicklung
Das Kloster Murbach besaß Sessenheim bereits 737 (Reg.Als. 128). Das Kloster Schwarzach bekam 753 hier ein Gut (Reg.Als. 185) und 775 auch das Kloster Weißenburg (Trad.Wiz. 055).
Die Schenkungen an das Kloster Lorsch in "Sahsenheim" müssen wegen der Miterwähnung südhessischer und nordbadischer Orte auf eines der drei badischen "Sachsendörfer" bezogen werden, z. B. auf das ehemalige "Großsachsenheim" (heute Großsachsen). Das in einer Bestätigungsurkunde Papst Leos IX. von 1050 genannte "Sahsenheim" darf aber wegen der mitgenannten elsässischen Dörfer auf Sessenheim bezogen werden (Reg.Imp. III +847). 1341 wird berichtet, dass die Herren von Lichtenberg einige Rechte hier besaßen. Bis zur Angliederung an das Königreich Frankreich 1681 blieb Sessenheim ein lichtenbergisches Dorf. Von 1871 bis 1918 gehörte es zum Deutschen Kaiserreich. 2006 wurde hier einer der wenigen merowingischen Kalköfen ausgegraben, der auf eine frühfränkische Besiedlung (vor 737) schließen lässt.
| Jahr      | 1910 | 1962 | 1968 | 1975 | 1982 | 1990 | 1999 | 2006 | 2017 |
| Einwohner | 979  | 1213 | 1301 | 1482 | 1530 | 1542 | 1783 | 2023 | 2315 |

## Sehenswürdigkeiten
Im heutigen Pfarrhaus ist ein kleines Museum untergebracht, in dem einige Erinnerungsstücke an Friederike und ihren Vater gezeigt werden. Die ursprünglichen Wohngebäude sind jedoch nicht erhalten. Lediglich die Goethe-Scheune kann noch besichtigt werden. Des Weiteren erinnert eine Goethe-Gedenkstätte an das berühmte Liebespaar. Dieses wie ein kleiner antiker Tempel wirkende frühere Wachhäuschen beherbergt seit 1961 in zwei Räumen verschiedene Schriftstücke und Bilder.

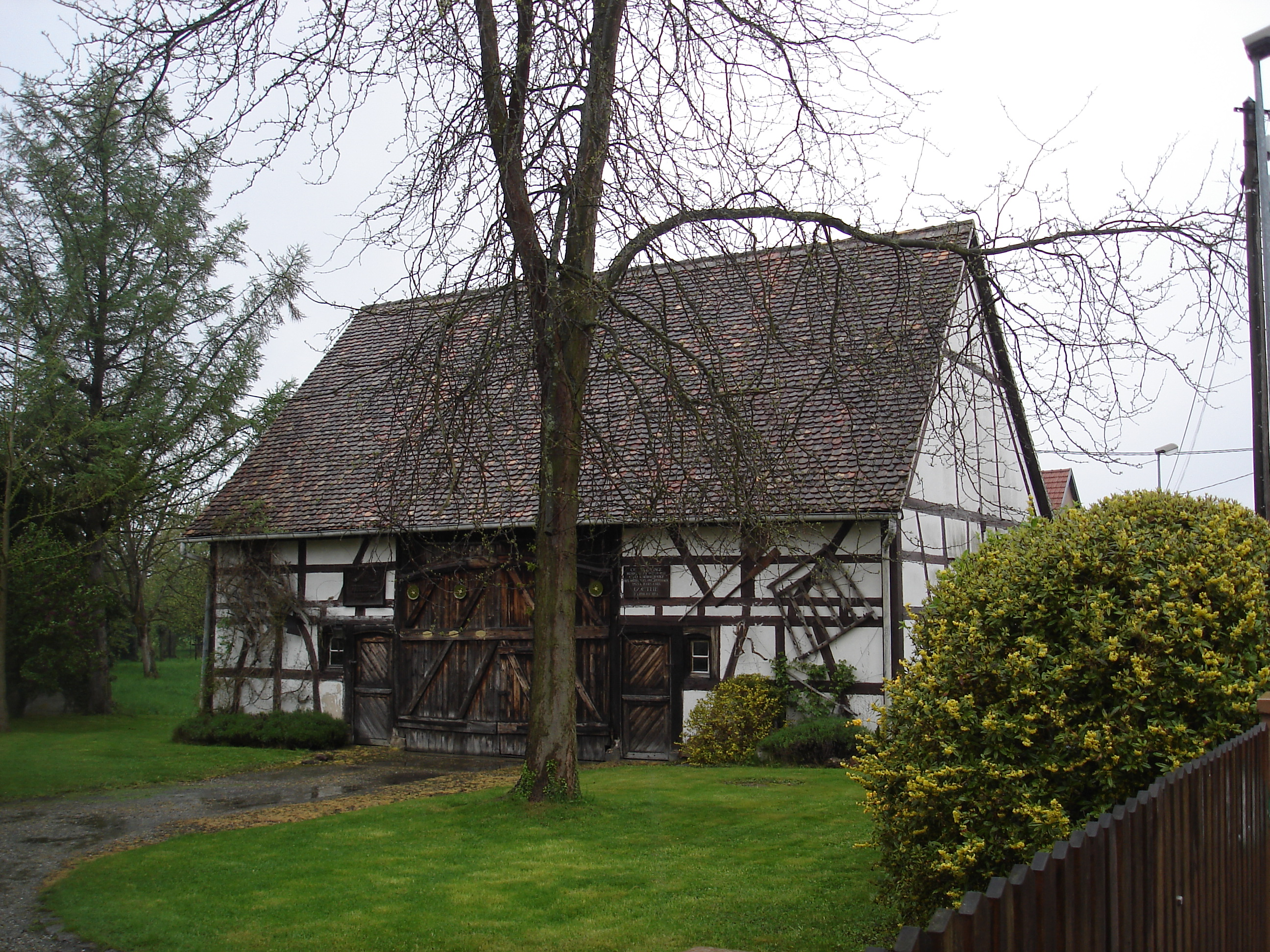
Die sogenannte Goethe-Scheune

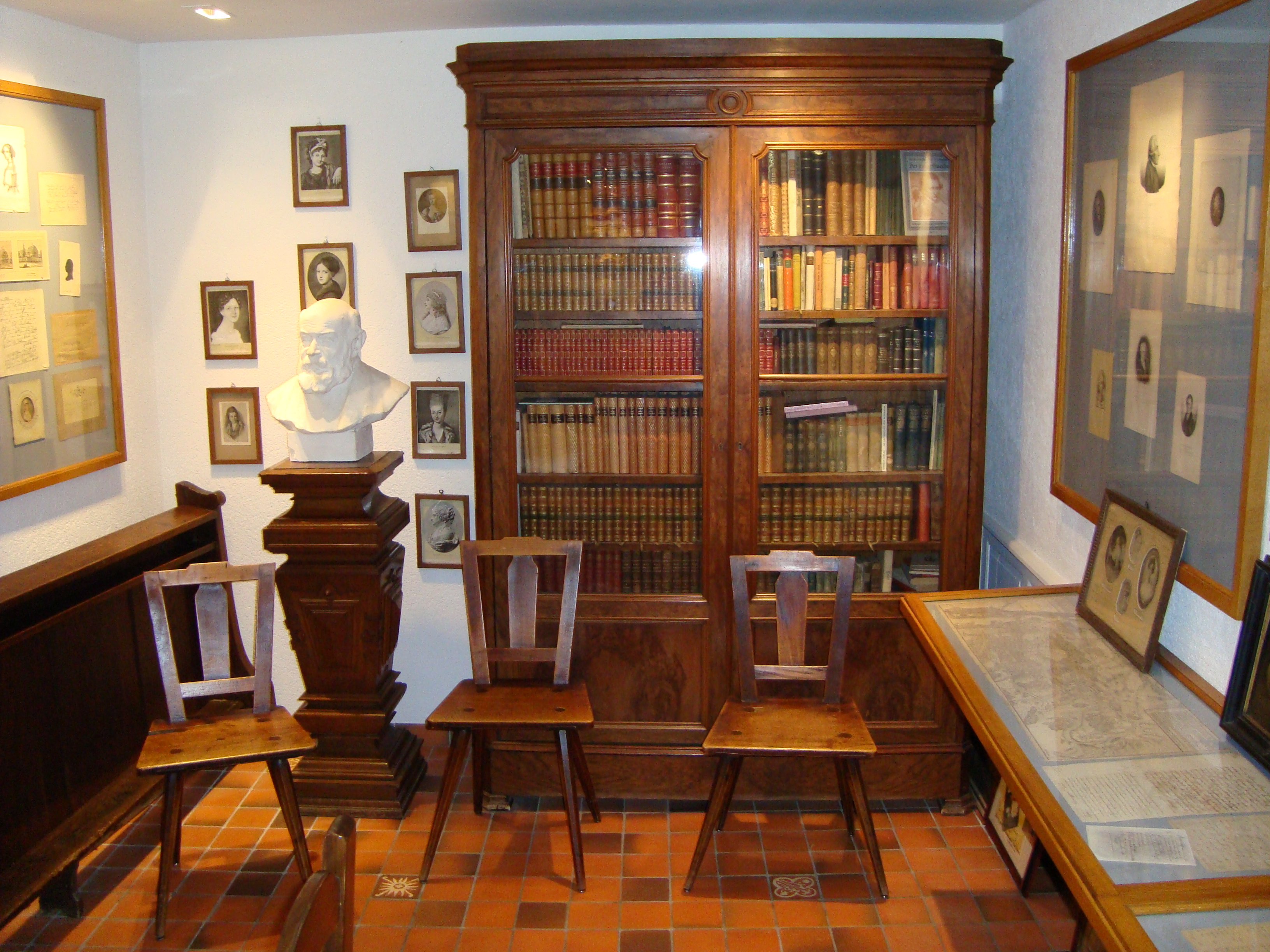
Blick ins Goethe-Museum

Goethe-Gedenkstätte

Eine weitere Sehenswürdigkeit am Ort ist die evangelisch-lutherische Kirche in der Rue de l’Eglise. Zu Goethes und Friederikes Zeiten stand sie zwar schon, wurde aber mehrfach, zuletzt 1912 neobarock umgebaut. An ihrer Südwand sind die Grabplatten der Eltern Friederike Brions eingemauert.
Auf der Straße in Richtung Stattmatten gelangt man auf den von den Sessenheimern später so genannten Goethe-Hügel. Nach Überqueren der Bahnlinie findet man ihn rechter Hand. Er trägt heute den Namen „Friederikenruh“.

## Persönlichkeiten
Neben Goethe und Friederike Brion war der Maler Henri Loux (1873–1907), dessen Malereien heute noch das traditionelle elsässische Geschirr zieren, mit dem Ort Sessenheim verbunden. Er verbrachte dort seine Kindheit.
Georg Atzel (* 1845, † nach 1918) war Landtagsabgeordneter und Bürgermeister von Sessenheim.